# Hey Ocean!
Hey Ocean! è un gruppo indie pop canadese fondato nel 2005 a Vancouver. David Beckingham e Ashleigh Ball, amici fin da bambini, si sono uniti a David Vertesi nel 2005 per formare il gruppo. Esso consiste di Ashleigh Ball (voce e flauto), David Beckingham (voce e chitarra) e David Vertesi (voce e basso). La loro musica trae ispirazione da molti generi, tra cui pop e musica acustica. Il gruppo compie molti tour in Canada, e si è esibito localmente assieme ad altri musicisti di Vancouver come Shad K, Mother Mother e Said the Whale.
La band ha gestito la propria etichetta per molti anni, rappresentata da Nettwerk Management e ha ricevuto proposte da Gene Simmons, prima di firmare con la Universal Music Canada per la distribuzione nel 2011.
Il lavoro di voice acting della cantante principale Ashleigh Ball ha attratto un interesse internazionale nei confronti della band da parte della comunità di fan di My Little Pony - L'amicizia è magica. I fan hanno creato video musicali che combinano le canzoni della band e spezzoni della serie animata, alcuni dei quali segnalati sul sito ufficiale della band.

## Tour
Il gruppo va spesso in tour e ha alle spalle parecchi tour nazionali, con un altro previsto nel 2012.
Nel 2008, il gruppo ha suonata al Virgin Festival a Calgary, Alberta.
Nel 2009, il gruppo ha compiuto un tour in Canada con i The Cat Empire e ha suonato al SxSW.
Il gruppo ha compiuto un altro tour in Canada nel 2010, suonando a svariati eventi per le Olimpiadi invernali 2010 a Vancouver, Canada.
Nell'estate 2011, il gruppo si è esibito al centoventicinquesimo anniversario della città di Vancouver e al "Live At Squamish", un festivale musicale annuale della durata di tre giorni a Squamish, BC.
Hanno concluso l'anno con un tour attraverso il Canada, compresa un'apparizione al Prince George Winter Festival. Ashleigh ha subito una ferita alle corde vocali durante un'esibizione, il che ha portato alla cancellazione della parte di tour nell'est del Canada.
Nell'estate 2012, gli Hey Ocean! hanno suonato al festival musicale Osheaga a Montréal. In agosto, la band si è unita al gruppo indie-alternative fun. per il SeaWheeze After Party e un concerto a Vancouver. Il gruppo si imbarcherà nuovamente in un tour attraverso il Canada durante l'autunno.

## Accoglienza
Nell'aprile 2009, A Song about California è comparsa come miglior canzone su MuchMoreMusic. Il gruppo è stato nominato in quell'anno per un Western Canadian Music Award, e nel 2010 per un Independent Music Award.
Nel 2010 scrissero una breve canzone intitolata Only You per il telefonino T-Booth, che è stato poi usato nelle campagne pubblicitarie televisive canadesi.
A partire da novembre 2011, Big Blue Wave è stata in rotazione su alcune stazioni radiofoniche nazionali. Sempre nel 2011, Make a New Dance Up è comparsa in un video promozionale di HoofSuite e la band ha suonato per il Canadian Indie Christmas Special della CBC Radio. La band è anche stata votata al primo posto nella categoria Miglior Band Locale (Senza etichetta) dai lettori del The Georgia State, un popolare giornale locale d'informazione e intrattenimento nel suo riconoscimento delle "Migliori Scelte dei Lettori di Vancouver 2011".
Nel 2012, Islands è comparsa nell'episodio Last Known Surroundings della serie TV One Tree Hill. L'episodio di Entertainment Tonight Canada del 22 febbraio 2012 si è concluso con il video musicale di Big Blue Wave.
Il 29 gennaio 2013 l'album IS è stato distribuito negli Stati Uniti dalla Nettwerk Records.

## Membri del gruppo

### Membri attuali
- Ashleigh Ball – cantante solista, flauto, xilofono (2002–presente)
- David Beckingham – chitarra solista, voce di supporto (2002–presente)
- David Vertesi –  basso, voce di supporto (2002–presente)

### Musicisti di sessione o live
- Devon Lougheed – Chitarra, tastiera, voce di supporto
- Andrew Rasmussen – Tastiera, voce di supporto
- Johnny Andrews – Percussioni

### Collaboratori passati
- Dan Klenner – Percussioni
- Adam Cormier – Percussioni
- Tim Proznick – Percussioni
- Anthony Janolino – Percussioni

## Discografia

### Album
- Stop Looking Like Music (2006)
- It's Easier to Be Somebody Else (2008)
- IS (2012) No. 70 CAN[23]

### EP
- Triceratops (2004)
- Rainy Day Songs (2005)
- Big Blue Wave (2011)

### Single
| Anno                                              | Canzone                      | Posizione raggiunta | Posizione raggiunta | Album   |
| Anno                                              | Canzone                      | CAN                 | CAN Alt             | Album   |
| ------------------------------------------------- | ---------------------------- | ------------------- | ------------------- | ------- |
| 2011                                              | "Big Blue Wave"              | —                   | 40                  | Is      |
| 2011                                              | "Tonight It's Christmas"     | —                   | —                   | Nessuno |
| 2014                                              | "Big Blue Wave" (re-release) | 88                  | —                   | Is      |
| "—" indica una canzone che non si è classificata. |                              |                     |                     |         |

## Video musicali
- A Song About California (2008) di JP Poliquin
- Fish (2008) di JP Poliquin
- Too Soon (2008)
- Alleyways (2008)
- Fifteen Words (2008)
- Terribly Stable (2009) di Godo Medina & Adam Dent
- Big Blue Wave (2012)
- Islands (2012)
- I Am A Heart (2012)
- Change (2013)